# 松天麻
松天麻（学名：Gastrodia elata f. alba）为兰科天麻属天麻下的一个变型。

## 扩展阅读
- 維基物種上的相關：松天麻